# Diego Losada
Diego Leonardo Losada Fernández (Montevideo, 19 febbraio 1972) è un ex cestista uruguaiano con cittadinanza spagnola.

## Carriera
Con l'Uruguay ha disputato cinque edizioni dei Campionati americani (1993, 1995, 1997, 1999, 2001).

## Palmarès
- Campionato uruguaiano: 8

Cordón: 1991, 1992, 1993, 1995, 2001, 2002
Welcome: 1997, 1998